# Roland Garros
 Denne artikel omhandler flypioneren. For turneringen, se French Open.
Roland Adrien Georges Garros (født 6. oktober 1888 i Saint-Denis, død 5. oktober 1918 i Vouziers) var en fransk flypioner. Han var den første til at flyve over Middelhavet, hvilket fandt sted i 1913. Han blev skudt ned og døde i slutningen af 1. verdenskrig.